# Карель, Роже
Роже Карель (фр. Roger Carel; 14 августа 1927, Париж — 11 сентября 2020, Шаранта, Франция) — французский актёр кино, театра и озвучивания.

## Биография
Родился в 1927 году в Париже (XI округ). Его родители — служащий Парижской столичной железнодорожной компании Жозеф Баншарель и домохозяйка Мари-Луиза Берже.
Учился в духовной семинарии и инженерной школе, но окончательный выбор сделал в пользу лицедейства. Был учеником актёра и педагога Жана Марша, обучался вместе с Мишелем Пикколи, Анук Эме, Жаком Сироном и другими в будущем известными французскими актёрами. Роже начинал свою карьеру в театре в конце 1940-х годов, прежде чем приступить к игре в кино и на телевидении в 1950-е.
Наиболее известен как голос Астерикса в девяти мультфильмах о приключениях отважных галлов: от «Астерикс из Галлии» (1967) до «Астерикс: Земля Богов» (2014).